# Cryphia albiclava
Cryphia albiclava là một loài bướm đêm trong họ Noctuidae.